# Шаржум
„Шаржум“ (на български: Движение) е обществено-политически и литературен вестник във Варна на арменски език, орган е на националистическата партия „дашнакисти“.
Вестникът излиза в сряда и събота от 4 февруари 1898 до 1907 г. Според някои източници вестникът излиза и през есента на 1907 г. в Русе. Редактори са Камер Аршавир (псевдоним на Вартан Мешдуджиян) и Е. Шаварш (псевдоним на Йервант Сърмакешханлян). Отговорни редактори са X. Тахмисян, д-р Т. Хр. Стоянов, А. Сукясов, д-р Никола Бакърджиев, д-р Мъгърдич Вартан, Мурад Йераносин и Степан Канарян. От началото на 1899 г. редактор е Варто (Варт Бадригян-Арвахи). Отпечатва се в печатници „Н. Петров“, „Взаимност“ и „Хр. Войников“.